# Districte del Pays-d'Enhaut

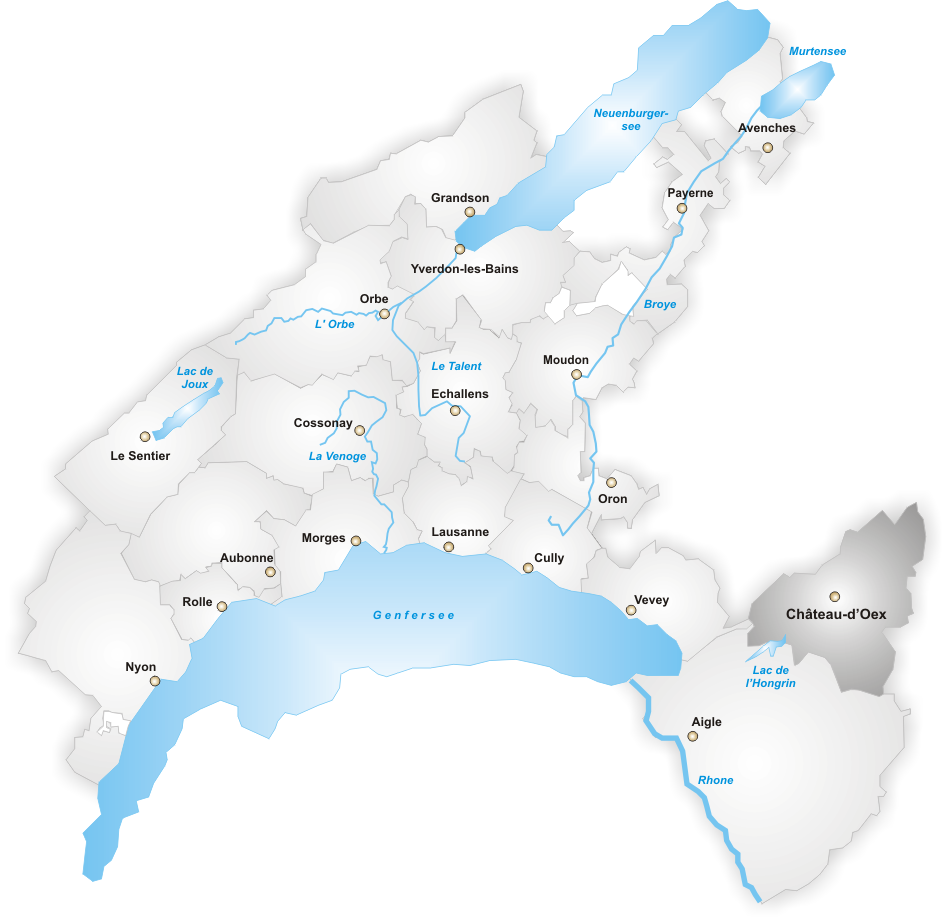
L'antic districte del Pays-d'Enhaut

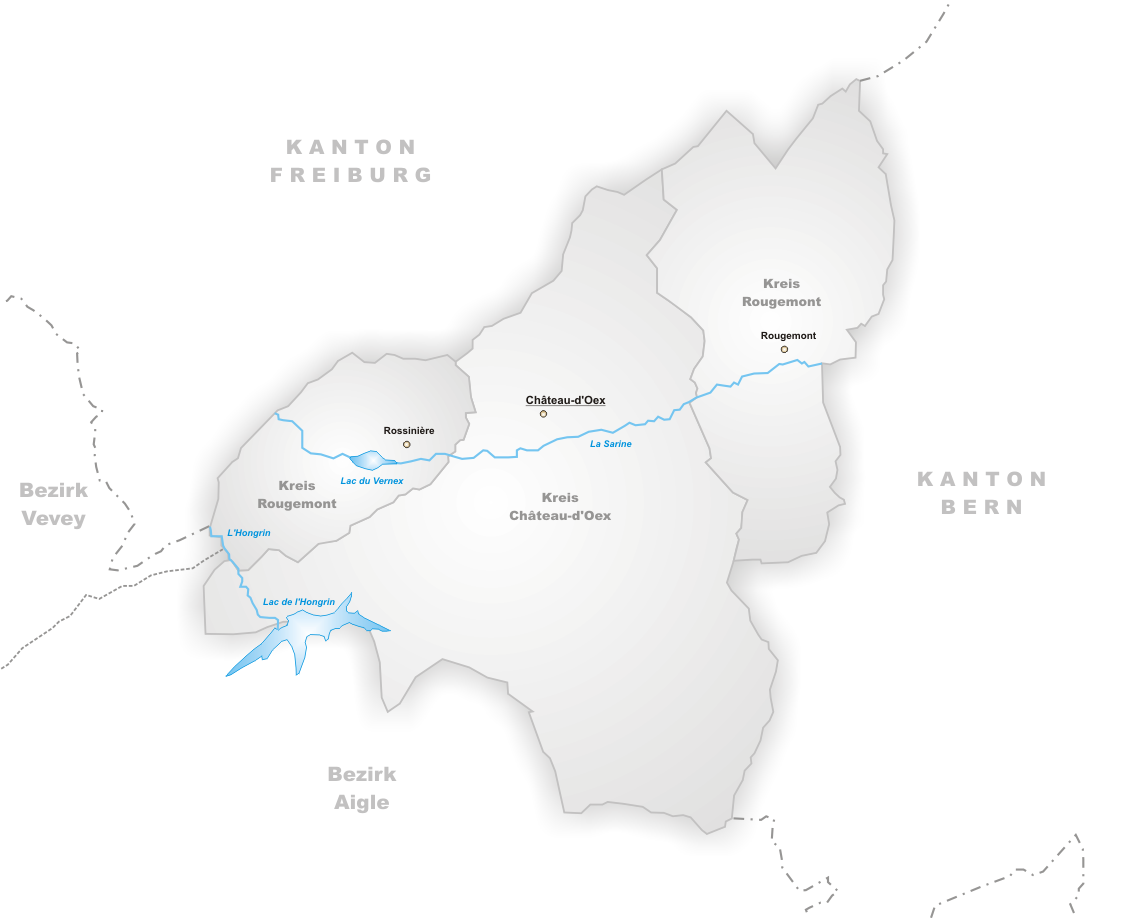
Municipis de l'antic districte del Pays-d'Enhaut

El districte del Pays-d'Enhaut és un dels antics 19 districtes del cantó suís de Vaud que va desaparèixer en la reforma del 2008. Els seus municipis van anar a parar al districte de la Riviera-Pays-d'Enhaut completament.

## Municipis
- Château-d'Oex
- Rougemont (Vaud)
- Rossinière